# Hemberg
Hemberg (toponimo tedesco) è una frazione di 941 abitanti del comune svizzero di Neckertal, nel Canton San Gallo (distretto del Toggenburgo).

## Geografia fisica
Hemberg si trova nell'alta valle del fiume Necker.

## Storia

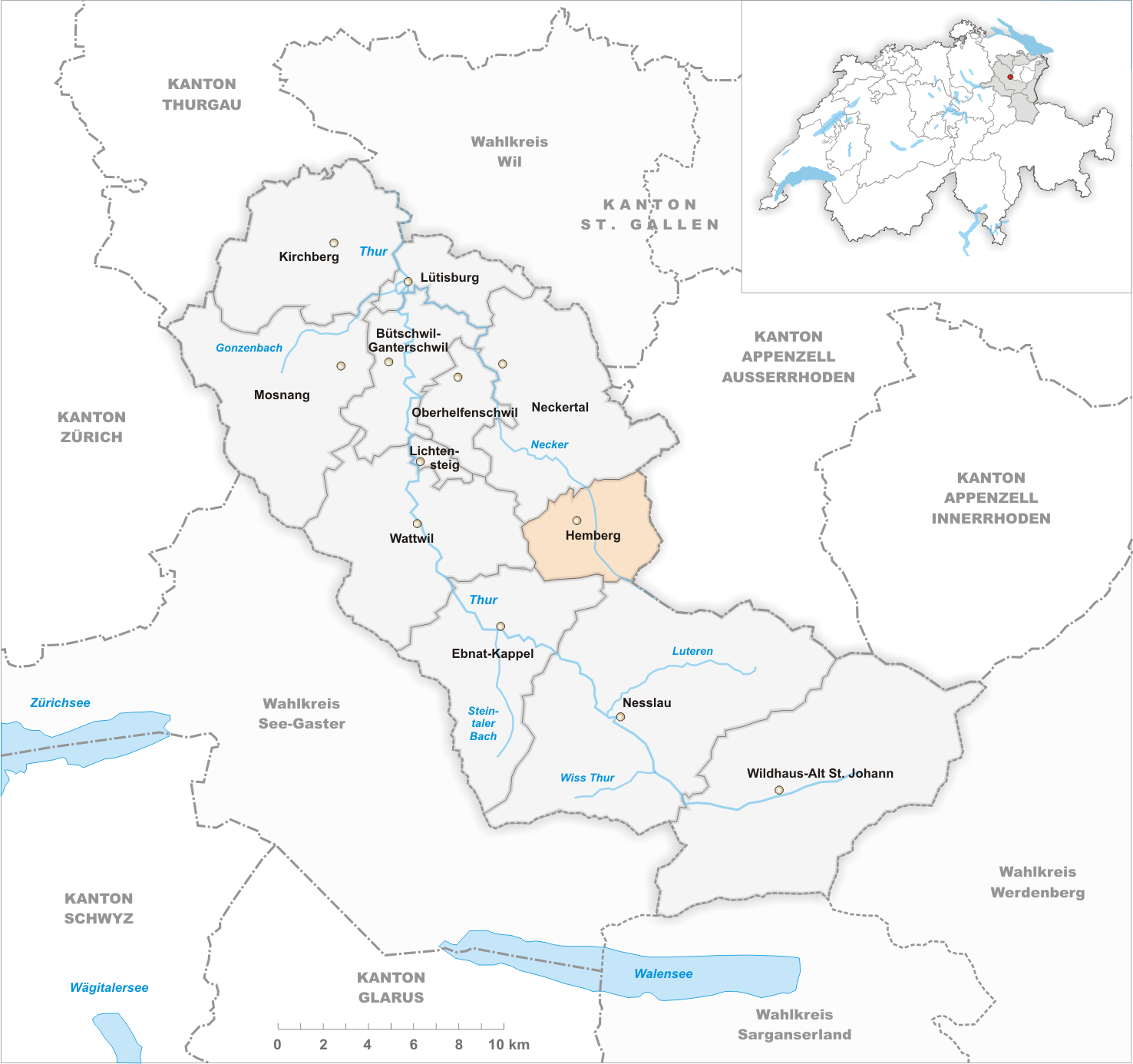
Il territorio del comune di Hemberg prima degli accorpamenti comunali del 2023

Già comune autonomo istituito nel 1803, si estendeva per 20,15 km² e comprendeva anche le frazioni di Bächli, Bomen, Brand, Harzenmoos, Lemberg, Mistelegg, Starkenbach, Unterhemberg e Wis; il 1º gennaio 2023 è stato aggregato al comune di Neckertal assieme all'altro comune soppresso di Oberhelfenschwil.

## Monumenti e luoghi d'interesse
- Chiesa parrocchiale riformata, eretta nel 1779[1];
- Chiesa parrocchiale cattolica di San Giovanni Battista, eretta nel 1782[1];
- Case rurali tipiche del Toggenburgo[1].

## Società

### Evoluzione demografica
L'evoluzione demografica è riportata nella seguente tabella:
Abitanti censiti

## Economia

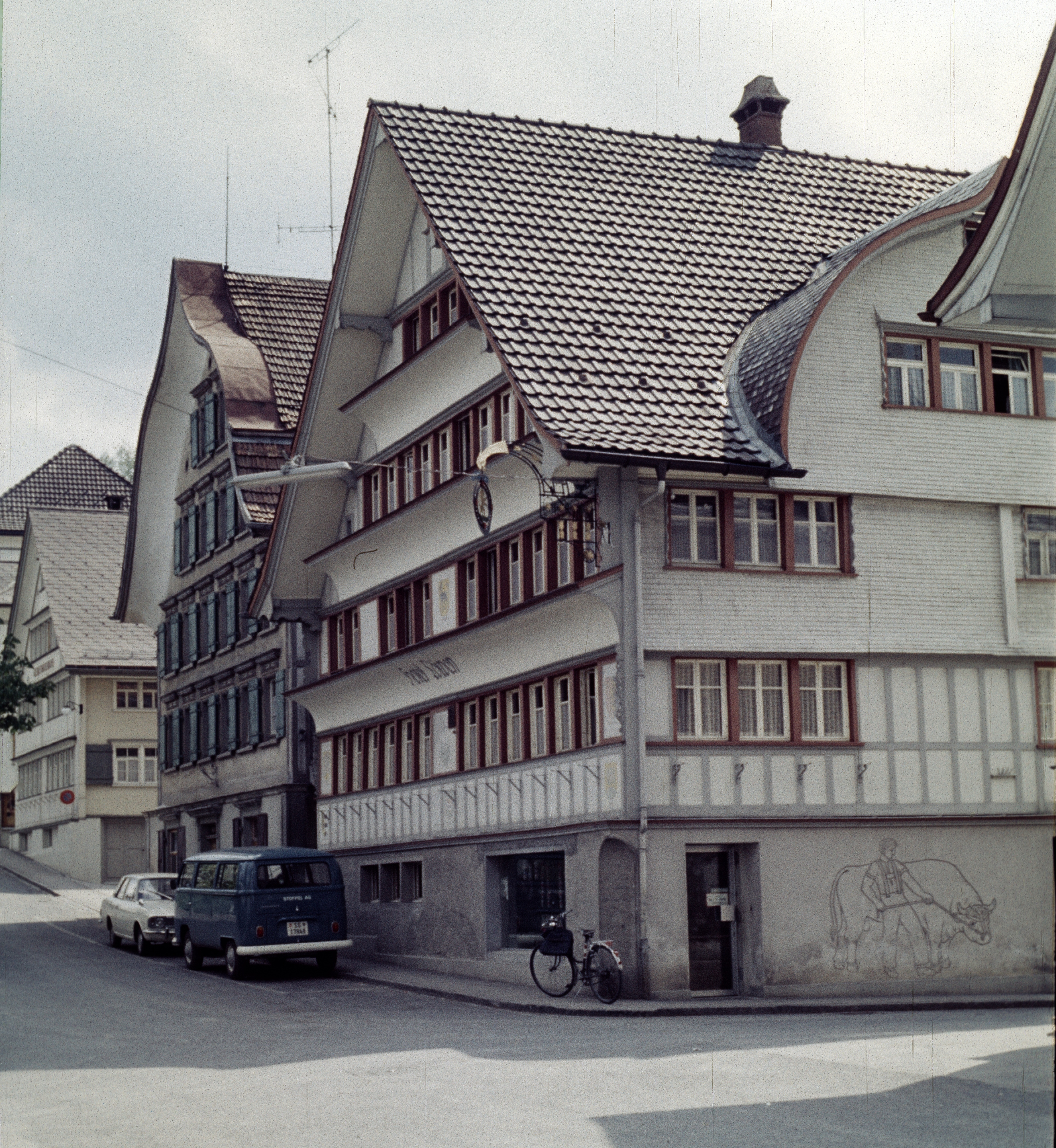
L'hotel Löwen

L'economia locale si basa prevalentemente sull'allevamento, sull'industria del legno e sul turismo (villeggiatura estiva dalla fine del XIX secolo, stazione sciistica).